# Relations entre la France et la Guinée
Les relations entre la France et la Guinée désignent les relations diplomatiques bilatérales s'exerçant entre d'une part, la République française et la République de Guinée.

## Histoire
La France a commencé à établir un régime colonial en Guinée dans les années 1880 et a officiellement créé la colonie de Guinée française en 1891. À la suite du refus majoritaire de la population guinéenne à adhérer à la Communauté française le 28 octobre 1958, elle devient souveraine le 2 octobre suivant. En 1960, elle abandonne le Franc des colonies françaises d'Afrique.

### Opération Persil
En 1959, le SDECE lance l'« Opération Persil » depuis leur base au Sénégal afin de saboter le développement de la toute jeune Guinée et de destituer leur président Sékou Touré. La France arme et entraine des groupes d'exilés guinéens s'opposant au président. Elle fait en sorte que les francs CFA restés en Guinée ne puissent pas être utilisés au Sénégal et au Mali. Similaire à l'Opération Bernhard des Allemands, la France créera de faux francs guinéens dans le but de déséquilibrer l'économie de la jeune république,,.

## Période contemporaine
La France et la Guinée sont liées par une série d'accords de coopération entre les deux pays.
Après l'indépendance, les relations entre les deux pays ont longtemps été conflictuelles, et ils ont même rompu leurs relations diplomatiques en 1965. Après le rétablissement des relations diplomatiques en 1975, les relations entre les deux pays se sont améliorées. Aujourd’hui, l’influence multiforme de la France sur la Guinée se poursuit encore aujourd’hui à travers l’importante diaspora guinéenne en France, l’Organisation de la Francophonie et l’aide au développement du gouvernement français. la France a encore tenté de renverser le gouvernement de Ségou et de reprendre le contrôle de la Guinée par une série de coups d'État, mais tous ont échoué. Le gouvernement guinéen a également accusé la France de conspirer à plusieurs reprises pour renverser la Guinée, et a donc rompu les relations diplomatiques en 1965. Les relations tendues et mauvaises entre la Guinée et la France ont également affecté dans une certaine mesure ses relations avec les pays africains francophones voisins comme le Sénégal et la Côte d'Ivoire, ainsi qu'avec le Portugal, qui possède la Guinée-Bissau. Ce dernier envahit la Guinée en 1970, mais fut vaincu par le gouvernement guinéen et le Parti africain pour l'indépendance de la Guinée et du Cap-Vert.
La France a été au premier rang des pays combattant l'épidémie d'Ebola en Guinée. La France soutient la restructuration des forces armées guinéennes, qui prennent part à la MINUSMA.
Après un coup d'État militaire en Guinée en 2021, le gouvernement français a condamné le coup d'État et a exigé que les soldats putschistes libèrent immédiatement le président Alpha Condé.